# Stadum
Stadum (nordfriesisch: Ståårem) ist eine Gemeinde im Kreis Nordfriesland in Schleswig-Holstein.

## Geografie

### Geografische Lage
Das Gemeindegebiet von Stadum erstreckt sich südlich des Flusslaufs der Lecker Au im Bereich der sogenannten Lecker Geest östlich vom Langenberger Forst. Die östliche Gemeindegrenze verläuft entlang des Bachbetts der Spölbek (dänisch Spølbæk), dem westlichen Quellfluss der Soholmer Au.

### Gemeindegliederung
Neben dem für die Gemeinde namenstiftenden Dorf befinden sich auch das weitere Dorf Holzacker (dänisch Holtager) sowie die Häusergruppen Fresenhagen (dänisch Fresenhavn, nordfriesisch Frisenhuuwen), Nordstadum und Stadumwatt, außerdem die Haussiedlung Fischerhaus, die Hof-/Höfesiedlungen Hedwigsruh, Hof Berg  und Schach und die Streusiedlung Stadumfeld im Gemeindegebiet.

### Nachbargemeinden
Direkt angrenzende Nachbargemeinden zu Stadum sind:
|      | Sprakebüll                                  |                                        |
| Leck | Kompassrose, die auf Nachbargemeinden zeigt | Schafflund (Kreis Schleswig-Flensburg) |
|      | Enge-Sande                                  |                                        |

## Geschichte
Archäologische Funde belegen, dass das Gemeindegebiet seit der Mittelsteinzeit besiedelt ist. Zwei Hünengräber aus der Bronzezeit liegen im Langenberger Forst. 1976 wurde in einer Baugrube ein Rinderskelett gefunden. Das Tier hat nachweislich im 4. Jahrhundert gelebt, was auf eine frühe landwirtschaftliche Nutzung im Gemeindegebiet hindeutet. Der Ort wurde 1486 erstmals urkundlich erwähnt, tauchte jedoch bereits 1359 in einem Kirchenbuch auf. Der Ortsname bedeutet Wohnstätte. Auf dem Gut Fresenhagen wurde die Leibeigenschaft 1796 abgeschafft.
Am Luftwaffen-Standort Stadum und dem Fliegerhorst Leck löste im Jahre 1994 die ehemalige Flugabwehrraketengruppe 39 mit dem Waffensystem HAWK das aufgelöste Aufklärungsgeschwader 52 ab, gefolgt von Flugabwehrraketengruppe 25 zwischen 2005 und 2012. Heute untersteht der Standort Stadum dem Organisationsbereich Cyber- und Informationsraum. Die Truppenunterkünfte befinden sich in der Südtondern-Kaserne (vormals (bis 15. Juli 2017) General-Thomsen-Kaserne).

## Eingemeindungen
Am 1. Februar 1974 wurde die bis dahin eigenständige Gemeinde Holzacker eingegliedert.

## Religion
Die Einwohner Stadums evangelisch-lutherischen Glaubens gehören der Kirchengemeinde Leck an. Diese verfügt im Ort über das Stadumer Kirchenhaus, dem ein separater Glockenstapel beiseite gestellt ist.
Abweichend vom Ort Stadum gehört der Ortsteil Holzacker zur Kirchengemeinde Enge-Stedesand. In diesem Ortsteil besteht kein eigenes Gemeindehaus.

## Politik

### Gemeindevertretung
Nach dem Stimmergebnis der im Rahmen der Kommunalwahlen in Schleswig-Holstein 2023 abgehaltenen Gemeindewahl am 14. Mai 2023 verfügt die Aktive Wählergruppe Stadum (AWG) über sechs, die Wählergruppe Stadum (WGS) über fünf Sitze in der Gemeindevertretung. Die Wahlbeteiligung bei dieser Wahl hatte 56,5 Prozent betragen.

### Wappen
Blasonierung: „In Blau auf silbernem, mit einem widersehenden, springenden roten Wolf belegten Dreiberg drei mit ihren Ästen ineinander verschlungene silberne Laubbäume.“

## Kultur und Sehenswürdigkeiten
In der Liste der Kulturdenkmale in Stadum stehen die in der Denkmalliste des Landes Schleswig-Holstein eingetragenen Kulturdenkmale.

## Wirtschaft und Infrastruktur

### Bildung
In Stadum gibt es einen Kindergarten, sowie eine Grundschule, die etwa 60 Schüler zählt. Die angrenzende Turnhalle wird vom Turn- und Sportverein Stadum für ein breites öffentliches Sportangebot genutzt. In unmittelbarer Nähe der Schule befindet sich ebenfalls ein öffentliches solarbeheiztes Freibad mit Kiosk und DLRG-Wache.

### Verkehr
Stadum liegt etwa 20 km östlich von Niebüll an der Bundesstraße 199 nach Flensburg. Von dieser zweigt im Gemeindegebiet die schleswig-holsteinische Landesstraße 4 ab, die  nach Bredstedt zur Bundesstraße 5 führt.

## Persönlichkeiten
Der Musiker Rio Reiser (1950–1996) lebte seit den 1970er Jahren bis zu seinem Tod auf einem Hof in Fresenhagen und war dort beigesetzt. Nach dem Verkauf des Hofes wurde er im Februar 2011 auf den Alten St.-Matthäus-Kirchhof in Berlin umgebettet.